# Głowizna

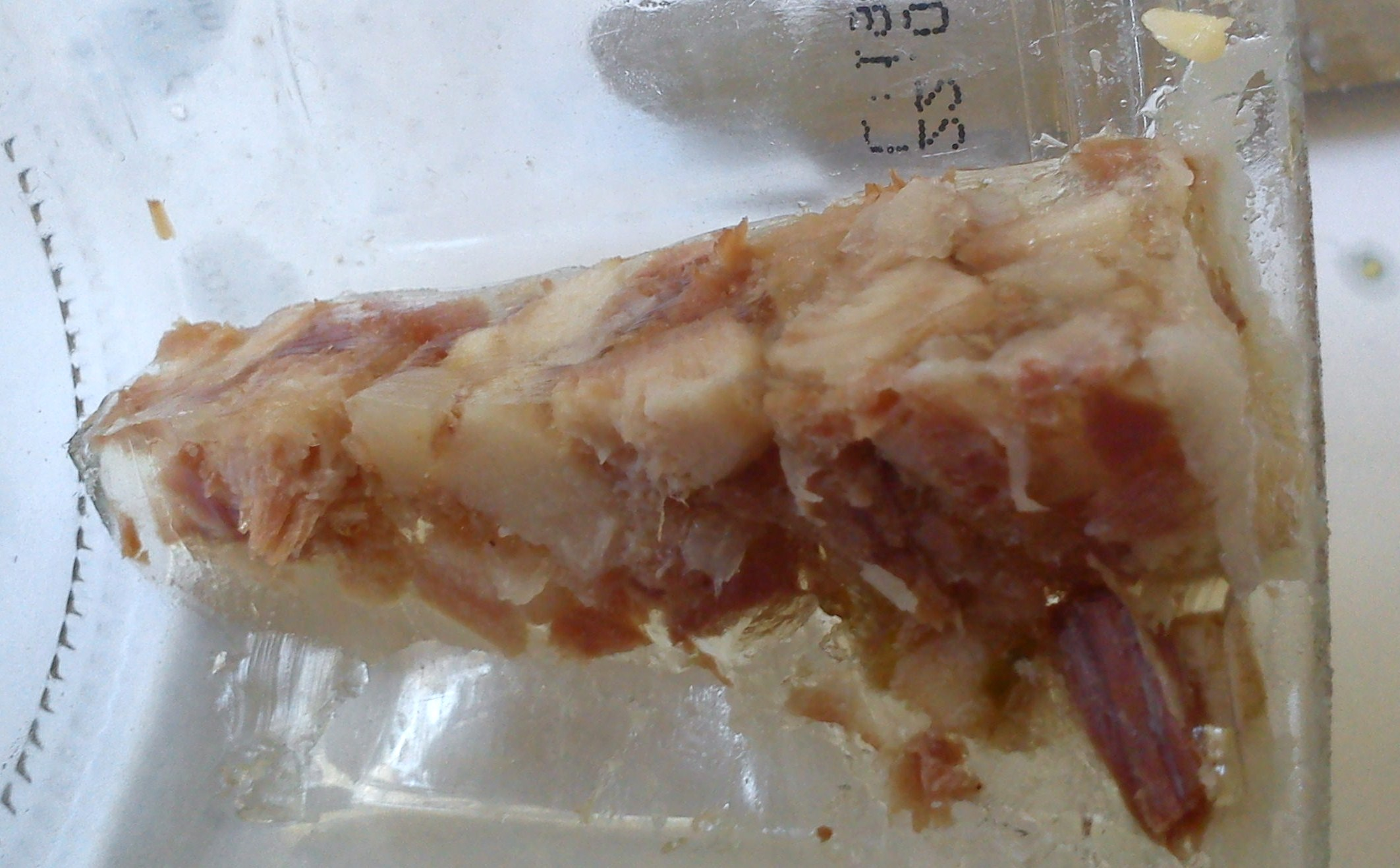
Głowizna w galarecie

Głowizna – mięso otrzymywane po oddzieleniu od głowy zwierzęcia: mózgu, uszu, języka, oczu. W Polsce głowiznę otrzymuje się z głów świńskich, wołowych lub cielęcych. 
Z głowizny można przygotować zupę lub użyć jej do wyrobu salcesonu. Jest również spożywana w postaci galarety mięsno-warzywnej. 